# Rudy (Arkansas)
Pour les articles homonymes, voir Rudy.
Rudy est une municipalité du comté de Crawford, dans l’État de l’Arkansas aux États-Unis.

## Démographie
| 1940 | 1950 | 1960 | 1970 | 1980 | 1990 |
| ---- | ---- | ---- | ---- | ---- | ---- |
| 89   | 97   | 113  | 103  | 79   | 45   |

| 2000 | 2010 | - | - | - | - |
| ---- | ---- | - | - | - | - |
| 72   | 61   | - | - | - | - |